# Tournoi pré-olympique de la CONCACAF 1976
Navigation
Munich 1972 Moscou 1980
Le tournoi pré-olympique de la CONCACAF 1976 a eu pour but de désigner les 2 nations qualifiées au sein de la zone Amérique du Nord, Amérique centrale et Caraïbes pour participer au tournoi final de football, disputé lors des Jeux olympiques de Montréal en 1976.
Les tours de qualification et le tournoi pré-olympique de la CONCACAF ont eu lieu du 16 mars 1975 au 25 avril 1976 et ont permis au Mexique et au Guatemala de se qualifier pour le tournoi olympique. Cuba s'est ajouté à ceux-ci après que l'Argentine ait décliné l'invitation à remplacer l'Uruguay. Les trois derniers participants à la ronde finale continentale octroyant deux places qualificatives ont été déterminés dans les trois zones réunissant les 14 nations inscrites à l'issue d'un système à élimination directe disputé en match aller-retour, en jouant si nécessaire un match d'appui sur terrain neutre en cas d'égalité parfaite au score cumulé car la règle des buts marqués à l'extérieur n'est pas en vigueur.
Cette édition des Jeux fut marquée par le boycott de 22 nations africaines qui protestent contre la présence de la Nouvelle-Zélande. Elles reprochent à cette dernière d'avoir envoyé son équipe de rugby participer à une tournée en Afrique du Sud, pays pratiquant l'apartheid. Dès lors, les trois nations africaines qualifiées, le Ghana, le Nigeria et la Zambie, se désistent pour raison politique, tout comme l'Uruguay pour d'autres motifs.

## Pays qualifiés
| Dates                            | Lieu      | Places | Qualifiés              |
| -------------------------------- | --------- | ------ | ---------------------- |
| du 16 mars 1975 au 25 avril 1976 | Itinérant | 2      | Mexique Guatemala Cuba |

## Format des qualifications
Dans le système à élimination directe avec des matches aller et retour, en cas d'égalité parfaite au score cumulé des deux rencontres, les mesures suivantes sont d'application :

- Organisation d'un match d'appui sur terrain neutre,
- La règle des buts marqués à l'extérieur n'est pas en vigueur.

Dans les phases de qualification en groupe disputées selon le système de championnat, en cas d’égalité de points de plusieurs équipes à l'issue de la dernière journée, les critères suivants sont appliqués dans l'ordre indiqué pour établir leur classement :

- Meilleure différence de buts,
- Plus grand nombre de buts marqués.

## Résultats des qualifications

### Zone Amérique du Nord (NAFU)

#### Premier tour
| Équipe 1 | Résultat | Équipe 2   | Aller | Retour |
| -------- | -------- | ---------- | ----- | ------ |
| Bermudes | 3 - 4    | États-Unis | 3 - 2 | 0 - 2  |
|          | exempt   | Mexique    | -     | -      |

#### Détail des rencontres
| 20 avril 1975 | Bermudes                   | 3 - 2 | États-Unis                           | Bermuda National Stadium Hamilton, Bermudes |  |
|               | Bean 10e ?? · Brangman 17e | (1 - 1) | Stremlau (en) 3e · Salvemini (en) ?? |                                             |  |
|               | Équipes                    | Kuykendall (en) - Pires (en), Myernick (en), Zylker (en) - Wit (en), Salvemini (en) - Welsh (en), Formoso (en), Stremlau (en), Garibay, Hudson (en) |                                      |                                             |  |

| 27 avril 1975 | États-Unis       | 2 - 0   | Bermudes | Balboa Park San Francisco, États-Unis |  |
| | Bahr (en) 9e 63e | (1 - 0) |          |                                       |  |
| St. Clair (en) - Pires (en), Myernick (en), Zylker (en) - Wit (en), Salvemini (en) - Welsh (en), Bahr (en), Stremlau (en), Garibay, Hudson (en) | Équipes          |         |          |                                       |  |

#### Second tour
| Équipe 1 | Résultat | Équipe 2   | Aller | Retour |
| -------- | -------- | ---------- | ----- | ------ |
| Mexique  | 12 - 2   | États-Unis | 8 - 0 | 4 - 2  |

#### Détail des rencontres
| 25 août 1975 | Mexique                                                                                                   | 8 - 0 | États-Unis | Estadio Nemesio Díez Toluca, Mexique                 |                                                      |
| | Rangel 27e · Tapia (en) 30e 53e 68e · Carrillo (en) 48e · Caballero (en) 56e 65e · García (en) 81e (pen.) | (2 - 0) |            | Spectateurs : 5 000 Arbitrage : Rómulo Méndez Molina | Spectateurs : 5 000 Arbitrage : Rómulo Méndez Molina |
| | Rapport                                                                                                   | |            | Spectateurs : 5 000 Arbitrage : Rómulo Méndez Molina | Spectateurs : 5 000 Arbitrage : Rómulo Méndez Molina |
| José Gómez - Márquez (en), García (en), Viveros (en), Carrillo (en) - de la Rosa (en), Cosío (en), Caballero (en) - Tapia (en), Rangel, Sánchez | Équipes                                                                                                   | St. Clair (en) - Zylker (en) 85e, Myernick (en) ( Welsh (en)), Chapla (en), Hudson (en) 73e - Clarke (en), Stremlau (en), Salvemini (en) - Wit (en), Pires (en) ( Garibay), Formoso (en) |            | Spectateurs : 5 000 Arbitrage : Rómulo Méndez Molina | Spectateurs : 5 000 Arbitrage : Rómulo Méndez Molina |

| 28 août 1975 | États-Unis                       | 2 - 4 | Mexique                          | Baynard Stadium (en) Wilmington, États-Unis |                                      |
| | Pires (en) 1re · Chapla (en) 58e | (1 - 1) | Sánchez 16e 69e · Rangel 65e 80e | Arbitrage : Efrem Aguilar Villacorta        | Arbitrage : Efrem Aguilar Villacorta |
| | Rapport                          | |                                  | Arbitrage : Efrem Aguilar Villacorta        | Arbitrage : Efrem Aguilar Villacorta |
| Kuykendall (en) - Clarke (en), Chapla (en), Pires (en), Myernick (en) ( O'Sullivan (en)) - Salvemini (en), Garibay - Welsh (en), Wit (en), Formoso (en), Stremlau (en) | Équipes                          | José Gómez - Márquez (en), García (en), Viveros (en), Carrillo (en) - de la Rosa (en), Cosío (en), Caballero (en) - Tapia (en), Rangel ( Vic Gómez), Sánchez |                                  | Arbitrage : Efrem Aguilar Villacorta        | Arbitrage : Efrem Aguilar Villacorta |

### Zone Amérique Centrale (UNCAF)

#### Tour préliminaire
| Équipe 1 | Résultat | Équipe 2  | Aller | Retour |
| -------- | -------- | --------- | ----- | ------ |
| Salvador | 5 - 2    | Nicaragua | 4 - 0 | 1 - 2  |

#### Détail des rencontres
| 17 avril 1975 | Salvador                                  | 4 - 0   | Nicaragua | Estadio Nacional Flor Blanca San Salvador, Salvador |  |
| | Huezo 1re · Cornejo 17e 54e · Rugamas 76e | (2 - 0) |           |                                                     |  |
| Martínez - Urrutia, Castro, Silva, Rodríguez - Rivas, Cabrera ( Milla), Rugamas, Huezo, Cornejo ( Rosas) - Díaz (en) | Équipes                                   |         |           |                                                     |  |

| 20 avril 1975 | Nicaragua | 2 - 1 | Salvador          | Estadio Nacional Flor Blanca San Salvador, Salvador |  |
|               | ? ??      | (? - ?) | Díaz (en) 37e 53e |                                                     |  |
|               | Équipes   | Martínez - Urrutia, Castro, Silva, Rodríguez - Rivas, Cabrera ( Ramos), Rugamas, Huezo - Pineda (en), Díaz (en) |                   |                                                     |  |

#### Premier tour
| Équipe 1   | Résultat | Équipe 2  | Aller | Retour |
| ---------- | -------- | --------- | ----- | ------ |
| Honduras   | 0 - 2    | Guatemala | 0 - 0 | 0 - 2  |
| Costa Rica | 3 - 1    | Salvador  | 1 - 0 | 2 - 1  |

#### Détail des rencontres
| 6 avril 1975 | Honduras | 0 - 0 | Guatemala | Estadio Tiburcio Carias Andino Tegucigalpa, Honduras |
| |          | (0 - 0) |           |                                                      |
| B. Rivera - Gámez, Paz, Rivas, Uclés, Álvarez - Enamorado ( Cáceres), Umanzor, Acosta, Morales - Maradiaga ( Sevilla) | Équipes  | Flores - B. Monterroso, C. Morales, Wellman, S. Rivera (en), McDonald (en) - Salazar, McNish, Borrayo - Toledo, Sánchez |           |                                                      |

| 27 avril 1975 | Guatemala        | 2 - 0                                                                                           | Honduras | Estadio Mateo Flores Guatemala, Guatemala |                        |
| | Toledo · Sánchez | (? - ?)                                                                                         |          | Arbitrage : Ilio Matos                    | Arbitrage : Ilio Matos |
| Flores - B. Monterroso, C. Morales, Wellman, S. Rivera (en) - O. Rivera, Salazar, McNish, Borrayo - Toledo, Sánchez | Équipes          | B. Rivera - Gámez, Paz, Irías, Uclés, Álvarez - Enamorado, Umanzor, Acosta, Morales - Maradiaga |          | Arbitrage : Ilio Matos                    | Arbitrage : Ilio Matos |

| 27 juillet 1975 | Costa Rica      | 1 - 0 | Salvador | Estadio Nacional de La Sabana San José, Costa Rica    |                                                       |
| | Watson (en) 30e | (1 - 0) |          | Spectateurs : 30 000 Arbitrage : Kenneth Chaplin (hu) | Spectateurs : 30 000 Arbitrage : Kenneth Chaplin (hu) |
| Edmond - Estupiñán, Watson (en) ( Barrantes), Agüero - Villalobos, Barquero, Álvarado, Paniagua (en), Camacho - Montero (en) ( 75e Wanchope (en)), Jiménez (en) | Équipes         | Pineda - Castillo, Mariona, Rivas, Pérez-Medina, Valencia - Portillo · ( Huezo), Peñate, Rugamas - Zapata, Díaz (en) |          | Spectateurs : 30 000 Arbitrage : Kenneth Chaplin (hu) | Spectateurs : 30 000 Arbitrage : Kenneth Chaplin (hu) |

| 3 août 1975 | Salvador   | 1 - 2 | Costa Rica             | Estadio Nacional Flor Blanca San Salvador, Salvador |                             |
| | Zapata 44e | (1 - 2) | Villalobos · Barrantes | Arbitrage : Neville Anthony                         | Arbitrage : Neville Anthony |
| Pineda - Castro, Mariona, Rivas, Castillo - Peñate ( Cabrera), Rugamas ( Salala), Huezo, Valencia - Zapata, Díaz (en) | Équipes    | Edmond - Estupiñán, Agüero ( Barboza), Watson (en), Barquero - Hernández (en), Álvarado, Barrantes, Camacho ( Piedra) - Paniagua (en), Villalobos |                        | Arbitrage : Neville Anthony                         | Arbitrage : Neville Anthony |

#### Second tour
| Équipe 1   | Résultat | Équipe 2  | Aller | Retour |
| ---------- | -------- | --------- | ----- | ------ |
| Costa Rica | 2 - 3    | Guatemala | 1 - 1 | 1 - 2  |

#### Détail des rencontres
| 30 novembre 1975 | Costa Rica               | 1 - 1 | Guatemala        | Estadio Nacional de La Sabana San José, Costa Rica |                                             |
| | Elizondo (en) 27e (pen.) | (1 - 1) | McNish 3e (pen.) | Spectateurs : 20 183 Arbitrage : Ilio Matos        | Spectateurs : 20 183 Arbitrage : Ilio Matos |
| Chávez - Estupiñán, Elizondo (en) , Rojas (en), Barquero - Barrantes, Paniagua (en), Santana (en), Marín (en) ( G. Solano (en)) - C. Solano (en) ( 46e Piedra), Di Palma | Équipes                  | García (en) - Wellman, C. Monterroso (en), McNish, Villavicencio (en) - B. Monterroso ( Sandoval (en)), Bolaños (en), Hurtarte (en) - Sánchez, Morales (en), Pennant (en) |                  | Spectateurs : 20 183 Arbitrage : Ilio Matos        | Spectateurs : 20 183 Arbitrage : Ilio Matos |

| 7 décembre 1975 | Guatemala                | 2 - 1 | Costa Rica   | Estadio Mateo Flores Guatemala, Guatemala         |                                                   |
| | Sánchez 26e · McNish 38e | (2 - 0) | Álvarado 54e | Spectateurs : 42 000 Arbitrage : Werner Winsemann | Spectateurs : 42 000 Arbitrage : Werner Winsemann |
| García (en) - Wellman, C. Monterroso (en), McNish, Villavicencio (en) - B. Monterroso ( Fión (en)), Bolaños (en), Hurtarte (en) - Sánchez, Morales (en), Pennant (en) | Équipes                  | Chávez - Estupiñán, Elizondo (en) , Agüero, Jiménez - Barrantes, Álvarado, Villalobos, Camacho - Piedra ( 46e Wanchope (en)), G. Solano (en) ( 75e Barboza) |              | Spectateurs : 42 000 Arbitrage : Werner Winsemann | Spectateurs : 42 000 Arbitrage : Werner Winsemann |

### Zone Caraïbes (CFU)

#### Tour préliminaire
| Équipe 1 | Résultat | Équipe 2               | Aller | Retour | Appui |
| -------- | -------- | ---------------------- | ----- | ------ | ----- |
| Jamaïque | 3 - 1    | République dominicaine | 1 - 0 | 2 - 1  | -     |
| Barbade  | 2 - 4    | Trinité-et-Tobago      | 1 - 1 | 0 - 0  | 1 - 3 |

#### Détail des rencontres
| 16 mars 1975 | Jamaïque | 1 - 0   | République dominicaine | Independence Park Kingston, Jamaïque |
|              |          | (? - ?) |                        |                                      |

| 3 avril 1975 | République dominicaine | 1 - 2   | Jamaïque | Estadio Olímpico Juan Pablo Duarte Saint-Domingue, République dominicaine |
|              |                        | (? - ?) |          |                                                                           |

| 12 avril 1975 | Barbade | 1 - 1   | Trinité-et-Tobago | Kensington Oval Bridgetown, Barbade |
|               |         | (? - ?) |                   |                                     |

| 29 avril 1975 | Trinité-et-Tobago | 0 - 0   | Barbade | Queen's Park Oval Port-d'Espagne, Trinité-et-Tobago |
|               |                   | (0 - 0) |         |                                                     |

| Match d'appui | Barbade       | 1 - 3   | Trinité-et-Tobago        | Kensington Oval Bridgetown, Barbade         |                                             |
| 25 mai 1975   | Clarke (pén.) | (0 - 2) | Llewellyn (en) · ? (csc) | Spectateurs : 6 000 Arbitrage : José Varron | Spectateurs : 6 000 Arbitrage : José Varron |

#### Premier tour
| Équipe 1            | Résultat | Équipe 2          | Aller | Retour | Appui |
| ------------------- | -------- | ----------------- | ----- | ------ | ----- |
| Cuba                | 5 - 2    | Jamaïque          | 1 - 0 | 0 - 1  | 4 - 1 |
| Guyane néerlandaise | 3 - 1    | Trinité-et-Tobago | 2 - 0 | 1 - 1  | -     |

#### Détail des rencontres
| 20 juillet 1975 | Cuba          | 1 - 0 | Jamaïque | Estadio Pedro Marrero La Havane, Cuba |  |
|                 | Hernández 64e | (0 - 0) |          |                                       |  |
|                 | Équipes       | Edwards - Bernard, Brown, Welch, Brooks - C. Stewart, K. Stewart, Marston, Blair ( Bell) - Lattimore, Mason |          |                                       |  |

| 10 août 1975 | Jamaïque    | 1 - 0 | Cuba | Independence Park Kingston, Jamaïque |                                    |
| | Marston 24e | (1 - 0) |      | Spectateurs : 19 000 Arbitrage : ?   | Spectateurs : 19 000 Arbitrage : ? |
| Edwards - Barrett ( 70e Welch), Bernard, C. Stewart, Brown - Walker, Marston, Davy (en) ( 46e Lattimore), Brooks - Mason, Gordon (en) | Équipes     | Reinoso - Rivero (en), Dreke (en), Holmanza - Garcés 82e, Delgado, Elejalde, Roldán - Fariñas, Massó, Hernández ( 75e Pérez) |      | Spectateurs : 19 000 Arbitrage : ?   | Spectateurs : 19 000 Arbitrage : ? |

| 10 août 1975 | Guyane néerlandaise               | 2 - 0 | Trinité-et-Tobago | Surinamestadion Paramaribo, Guyane néerlandaise |                                |
| | Miller 5e (pen.) · Schal (en) 34e | (2 - 0) |                   | Arbitrage : Theodorus Koetsier                  | Arbitrage : Theodorus Koetsier |
| Barron (en) - Gesser, Olmberg (en), Garden (en), Leefland - Miller, Bundel (en), George - Emanuelson (en) ( Vanenburg (en)), Entingh (en), Schal (en) | Équipes                           | Carter - Tesheira, Rondon (en), Murren, Phillips - Husbands, Archibald (en), Carpette - Llewellyn (en) ( Khan), LaForest, Cooper |                   | Arbitrage : Theodorus Koetsier                  | Arbitrage : Theodorus Koetsier |

| 24 août 1975 , | Trinité-et-Tobago | 1 - 1   | Guyane néerlandaise | Queen's Park Oval Port-d'Espagne, Trinité-et-Tobago |                                             |
|                | Cooper 38e        | (1 - 0) | Schal (en) 64e      | Spectateurs : 20 000 Arbitrage : Rudi Mozes         | Spectateurs : 20 000 Arbitrage : Rudi Mozes |

| Match d'appui     | Cuba                           | 4 - 1   | Jamaïque  | Estadio Revolución Panama, Panama |                                |
| 13 septembre 1975 | Piedra 6e 11e 52e · Roldán 89e | (2 - 0) | Welch 62e | Arbitrage : Theodorus Koetsier    | Arbitrage : Theodorus Koetsier |

#### Second tour
| Équipe 1            | Résultat | Équipe 2 | Aller | Retour |
| ------------------- | -------- | -------- | ----- | ------ |
| Guyane néerlandaise | 1 - 7    | Cuba     | 0 - 1 | 1 - 6  |

#### Détail des rencontres
| 7 décembre 1975 , | Guyane néerlandaise | 0 - 1   | Cuba        | Surinamestadion Paramaribo, Guyane néerlandaise |                        |
|                   |                     | (0 - 0) | Pereira 80e | Arbitrage : Fitz Brown                          | Arbitrage : Fitz Brown |

| 21 décembre 1975 , | Cuba                               | 6 - 1   | Guyane néerlandaise | Estadio Pedro Marrero La Havane, Cuba                          |                                                                |
|                    | Pereira · Delgado · Massó · Roldán | (4 - 0) | Playfair            | Spectateurs : 25 000 Arbitrage : Marco Antonio Dorantes García | Spectateurs : 25 000 Arbitrage : Marco Antonio Dorantes García |

### Tournoi final
La phase finale désignant les deux nations participantes au tournoi olympique a eu lieu en matches aller et retour du 28 février au 25 avril 1976. Le Mexique et le Guatemala se sont qualifiés, Cuba s'est ajouté à ceux-ci après que l'Argentine ait décliné l'invitation à remplacer l'Uruguay.
| Rang | Équipe    | Pts | J | G | N | P | Bp | Bc | Diff |  | Résultats (▼ dom., ► ext.) |     |     |     |
| ---- | --------- | --- | - | - | - | - | -- | -- | ---- |  | -------------------------- | --- | --- | --- |
| 1    | Mexique   | 5   | 4 | 2 | 1 | 1 | 11 | 7  | +4   |  | Mexique                    |     | 4-1 | 4-2 |
| 2    | Guatemala | 4   | 4 | 1 | 2 | 1 | 6  | 8  | -2   |  | Guatemala                  | 3-2 |     | 1-1 |
| 3    | Cuba      | 3   | 4 | 0 | 3 | 1 | 5  | 7  | -2   |  | Cuba                       | 1-1 | 1-1 |     |

#### Détail des rencontres
| 28 février 1976 | Mexique                                                | 4 - 2 | Cuba                         | Estadio Nemesio Díez Toluca, Mexique |                            |
| | Sánchez 62e (pen.) 85e · Toribio (en) 71e · Rangel 73e | (0 - 1) | Cepero (en) 40e · Roldán 56e | Arbitrage : Henry Landauer           | Arbitrage : Henry Landauer |
| José Gómez - Márquez (en), Rergis, Viveros (en), Carrillo (en) ( Toribio (en)) - de la Rosa (en), Cosío (en), Caballero (en) - Tapia (en), Rangel, Sánchez | Équipes                                                | Reinoso - Rivero (en), Sotomayor, Holmanza, Sánchez (en) - Roldán, Loredo, Delgado ( Elejalde) - Cepero (en), Massó, Hernández |                              | Arbitrage : Henry Landauer           | Arbitrage : Henry Landauer |

| 14 mars 1976 | Cuba        | 1 - 1 | Mexique            | Estadio Latinoamericano La Havane, Cuba           |                                                   |
| | Fariñas 1re | (1 - 0) | Caballero (en) 50e | Spectateurs : 40 000 Arbitrage : Werner Winsemann | Spectateurs : 40 000 Arbitrage : Werner Winsemann |
| Reinoso - Sotomayor, Rivero (en), Dreke (en), Sánchez (en) ( 46e Garcés) - Loredo, Delgado, Fariñas - Roldán ( 70e Piedra), Massó, Cepero (en) | Équipes     | José Gómez - Gallegos, Rergis, Viveros (en), Márquez (en) - Caballero (en), de la Rosa (en), Cosío (en) ( 72e Toribio (en)) - Tapia (en) ( 77e Hernández (en)), Rangel, Sánchez |                    | Spectateurs : 40 000 Arbitrage : Werner Winsemann | Spectateurs : 40 000 Arbitrage : Werner Winsemann |

| 31 mars 1976 , | Mexique                                      | 4 - 1 | Guatemala        | Estadio Nemesio Díez Toluca, Mexique |                                  |
| | Rangel 35e ?? · Sánchez 62e · Tapia (en) 89e | (1 - 1) | Morales (en) 26e | Arbitrage : Peter Thomas Johnson     | Arbitrage : Peter Thomas Johnson |
| José Gómez - Márquez (en) ( 76e Viveros (en)), Rergis, García (en), Gallegos ( 46e Toribio (en)) - de la Rosa (en), Cosío (en), Caballero (en) - Tapia (en), Rangel, Sánchez | Équipes                                      | García (en) - Gómez (en), Wellman, Villavicencio (en), C. Monterroso (en) - Hurtarte (en), Bolaños (en) ( Sánchez), Fión (en) - Morales (en), Pennant (en), Anderson (en)( McDonald (en)) |                  | Arbitrage : Peter Thomas Johnson     | Arbitrage : Peter Thomas Johnson |

| 4 avril 1976 | Guatemala                                              | 3 - 2 | Mexique                     | Estadio Mateo Flores Guatemala, Guatemala   |                                             |
| | Fión (en) 5e · José Gómez 19e (csc) · Morales (en) 56e | (2 - 1) | Cosío (en) 30e · Rangel 75e | Spectateurs : 50 000 Arbitrage : Ilio Matos | Spectateurs : 50 000 Arbitrage : Ilio Matos |
| García (en) - McNish, Wellman, Villavicencio (en), C. Monterroso (en) - Hurtarte (en), Morales (en), Bolaños (en) ( Gómez (en)) - Pennant (en), Fión (en), Sánchez ( Carías) | Équipes                                                | José Gómez ( 29e Regalado (en)) - Gallegos ( Navarrete (en)), García (en), Rergis, López (en) - Sandoval, Caballero (en), Toribio (en), Cosío (en) - Rangel, Sánchez |                             | Spectateurs : 50 000 Arbitrage : Ilio Matos | Spectateurs : 50 000 Arbitrage : Ilio Matos |

| 18 avril 1976 , | Cuba              | 1 - 1   | Guatemala            | Estadio Latinoamericano La Havane, Cuba |                                        |
|                 | Roldán 48e (pen.) | (0 - 0) | Dreke (en) 52e (csc) | Arbitrage : Carlos Alfaro Venegas (hu)  | Arbitrage : Carlos Alfaro Venegas (hu) |

| 25 avril 1976 , | Guatemala                     | 1 - 1 | Cuba        | Estadio Mateo Flores Guatemala, Guatemala |                      |
| | Villavicencio (en) 63e (pen.) | (0 - 1) | Delgado 44e | Spectateurs : 60 000                      | Spectateurs : 60 000 |
| Galán - Gómez (en), Wellman, C. Monterroso (en), Villavicencio (en), Hurtarte (en), Fión (en), Sánchez ( Alonso) - Morales (en), Pennant (en), Anderson (en) | Équipes                       | Madera - Rivero (en), Holmanza, Dreke (en), Sotomayor, Roldán, Delgado, Loredo ( Montenegro), Hernández, Massó, Fariñas |             | Spectateurs : 60 000                      | Spectateurs : 60 000 |